# P. Djèlí Clark
Dexter Gabriel, també conegut com a P. Djèlí Clark o Phenderson Djèlí Clark, (Nova York, 11 de juny de 1971) és un historiador i escriptor estatunidenc de ficció especulativa.
Les seves històries curtes han estat dues vegades a la llista de lectures recomanades de la revista Locus, han aparegut en diverses webs i en antologies impreses. El seu conte The Secret Lives of the Nine Negro Teeth of George Washington va guanyar els premis Locus i Nebula, l'any 2019. La seva novel·la curta Ring shout (Càntic ritual) va guanyar els premis Nebula, Locus i British Fantasy, l'any 2021.

## Biografia i trajectòria professional
Dexter Gabriel va néixer al districte de Queens de la ciutat de Nova York, l'any 1971. Va passar els primers anys de la seva infància amb la seva família a Trinitat i Tobago, fins que amb vuit anys va tornar als Estats Units. Va viure primer a Staten Island i Brooklyn, i es va traslladar a Houston quan feia dotze anys. Gabriel va estudiar a la Universitat Estatal de Texas, a San Marcos, obtenint un grau i un màster en Història.
L'any 2016 va aconseguir el doctorat en Història a la Stony Brook University de Nova York, amb un treball sobre l'impacte de l'emancipació britànica en l'abolicionisme nord-americà i les comunitats afroamericanes lliures des de la dècada de 1830 fins a la de 1860. Actualment viu a Hartford i treballa com a professor ajudant al departament d'Història de la Universitat de Connecticut.
Gabriel fa servir pseudònims per distingir les seves publicacions de ficció de les acadèmiques. Va adoptar Phenderson pel nom del seu avi, Djèlí fent referència als griots - els narradors ambulants que es guanyaven la vida anant de poble en poble explicant històries -, i Clark pel cognom de soltera de la seva mare.
L'autor també és un dels fundadors de la revista FIYAH, especialitzada en ficció especulativa negra.

## Obra literària
Les històries de l'autor que formen part de la saga del Ministeri d'alquímia, ambientades a un Egipte steampunk alternatiu, estan marcades amb (♣).

### Novel·la
- A Master of Djinn. Tor, 2021. (♣)

### Novel·la curta
- The Black God's Drums. Tor, 2018.
- The Haunting of Tram Car 015. Tor, 2019. (♣)
- Ring Shout. Tor, 2020. Traduïda al català per Martí Sales, sota el títol de Ring Shout (Càntic ritual o Caçant Kukluxos a la fi dels temps). Ed. Mai Més, febrer de 2021. ISBN 9788412235661.

### Contes
- «The Machine», 2010.[8]
- «Shattering the Spear», 2011.[9]
  - Dins l'antologia The Best of Heroic Fantasy Quarterly: Volume 1. CreateSpace Independent Publishing Platform, 2015.
- «Wings for Icarus», 2011.[10]
- «Skin Magic», 2011.
  - Dins l'antologia Griots: A Sword and Soul Anthology. Ed. Milton Davis i Charles R. Saunders. MVmedia, LLC, 2011.
- «Fantasy Pick», 2012.[11]
- «What the Sea Wants», 2012.[12]
- «Ghost Marriage», 2013.
  - Dins l'antologia Griots: Sisters of the Spear. Ed. Milton DAvis i Charles R. Saunders. MVmedia, LLC, 2013.
  - Dins Apex Magazine. CreateSpace Independent Publishing Platform, Febrer 2018. ISBN 9781985054479.
- «With a Golden Risha», 2015.[13]
  - Dins l'antologia NevermorEarth Volume 1. Air and Nothingness Press, 2019.
- «Redemption for Adanna», 2016.
  - Dins l'antologia Myriad Lands: Volume 2: Beyond the Edge. Ed. David R. Stokes. Guardbridge Books, 2016.
- «The Mouser of Peter the Great», 2016.
  - Dins l'antologia Hidden Youth: Speculative Fiction from the Margins of History. Crossed Genres Publications, 2016. ISBN 9780991392124.
- «A Dead Djinn in Cairo». Tor, 2016. (♣)
  - També inclòs dins l'antologia The Long List Anthology Volume 3: More Stories from the Hugo Award Nomination List. CreateSpace Independent Publishing Platform, 2017.
- «Things My Mother Left Me», 2016.[14]
  - Dins Fantasy Magazine, Issue 60. CreateSpace Independent Publishing Platform, 2016. ISBN 9781532983146.
- «The Angel of Khan el-Khalili», 2017. (♣)
  - Dins l'antologia Clockwork Cairo: Steampunk Tales of Egypt. Twopenny Books, 2017.
- «The Secret Lives of the Nine Negro Teeth of George Washington». Fireside Fiction, 2018.[15]
  - També dins l'antologia The Best Science Fiction and Fantasy of the Year, Volume Thirteen. Solaris, 2019. ISBN 9781781085769.
- «A Tale of Woe», 2018.
  - Dins Beneath Ceaseless Skies Issue #253. Beneath Ceaseless Skies Online Magazine, 2018.
- «The Paladin of Golota», 2018.[16]
- «If the Martians Have Magic», 2021.[17]
  - Dins Uncanny Magazine Issue Forty-Two, 2021.

## Premis

### The Secret Lives of the Nine Negro Teeth of George Washington
- Locus al millor conte, 2019.[18]
- Nebula al millor conte, 2019.[19]

### The Black God's Drums
- Alex a la millor novel·la curta, 2019.[20]

### Ring Shout
- Locus a la millor novel·la curta, 2021.[21]
- Nebula a la millor novel·la curta, 2021.[22]
- British Fantasy a la millor novel·la curta, 2021.[23]

### A Master of Djinn
- Nebula a la millor novel·la, 2022.[24]
- Locus a la millor novel·la de debut, 2022.[25]
- Premi Compton Crook, 2022.[26]